# Tour de Suisse 2009
73. edycja wyścigu kolarskiego Tour de Suisse odbył się w dniach 13–21 czerwca 2009 roku. Trasa tego szwajcarskiego, dziewięcioetapowego wyścigu liczyła 1355 km ze startem w Liechtensteinie i metą w Bernie.
Zwyciężył reprezentant gospodarzy Fabian Cancellara z grupy Team Saxo Bank. Polacy w tym wyścigu nie startowali.

## Etapy
| Etap    | Data       | Start – meta               | Długość [km] | Zwycięzca etapu   | Lider             |
| 1. etap | 13 czerwca | Mauren – Ruggell           | 7,8 ITT      | Fabian Cancellara | Fabian Cancellara |
| 2. etap | 14 czerwca | Davos                      | 150          | Bernhard Eisel    | Fabian Cancellara |
| 3. etap | 15 czerwca | Davos – Lumino             | 195          | Mark Cavendish    | Fabian Cancellara |
| 4. etap | 16 czerwca | Biasca – Stäfa             | 197          | Matti Breschel    | Tadej Valjavec    |
| 5. etap | 17 czerwca | Stäfa – Serfaus            | 202          | Michael Albasini  | Tadej Valjavec    |
| 6. etap | 18 czerwca | Oberriet – Bad Zurzach     | 178          | Mark Cavendish    | Tadej Valjavec    |
| 7. etap | 19 czerwca | Bad Zurzach – Vallorbe     | 204          | Kim Kirchen       | Tadej Valjavec    |
| 8. etap | 20 czerwca | Le Sentier – Crans-Montana | 182          | Tony Martin       | Tadej Valjavec    |
| 9. etap | 21 czerwca | Berno                      | 39 (ITT)     | Fabian Cancellara | Fabian Cancellara |

## Liderzy wyścigu
| Etap  | Zwycięzca         | Klasyfikacja generalna | Klasyfikacja górska | Klasyfikacja punktowa | Klasyfikacja sprinterska | Klasyfikacja drużynowa |
| ----- | ----------------- | ---------------------- | ------------------- | --------------------- | ------------------------ | ---------------------- |
| 1     | Fabian Cancellara | Fabian Cancellara      | –                   | Fabian Cancellara     | –                        | Team Saxo Bank         |
| 2     | Bernhard Eisel    | Fabian Cancellara      | Tony Martin         | Fabian Cancellara     | Fabian Cancellara        | Team Saxo Bank         |
| 3     | Mark Cavendish    | Fabian Cancellara      | Tony Martin         | Óscar Freire          | Enrico Gasparotto        | Team Saxo Bank         |
| 4     | Matti Breschel    | Tadej Valjavec         | Tony Martin         | Óscar Freire          | Andy Schleck             | Team Saxo Bank         |
| 5     | Michael Albasini  | Tadej Valjavec         | Tony Martin         | Fabian Cancellara     | Enrico Gasparotto        | Team Saxo Bank         |
| 6     | Mark Cavendish    | Tadej Valjavec         | Tony Martin         | Mark Cavendish        | Enrico Gasparotto        | Team Saxo Bank         |
| 7     | Kim Kirchen       | Tadej Valjavec         | Tony Martin         | Mark Cavendish        | Enrico Gasparotto        | Team Saxo Bank         |
| 8     | Tony Martin       | Tadej Valjavec         | Tony Martin         | Fabian Cancellara     | Enrico Gasparotto        | Team Saxo Bank         |
| 9     | Fabian Cancellara | Fabian Cancellara      | Tony Martin         | Fabian Cancellara     | Enrico Gasparotto        | Team Saxo Bank         |
| Finał | Finał             | Fabian Cancellara      | Tony Martin         | Fabian Cancellara     | Enrico Gasparotto        | Team Saxo Bank         |

## Wyniki
| M-ce | Imię i nazwisko   | Kraj       | Drużyna                 | Czas        |
| ---- | ----------------- | ---------- | ----------------------- | ----------- |
| 1.   | Fabian Cancellara | Szwajcaria | Team Saxo Bank          | 33h 05' 51" |
| 2    | Tony Martin       | Niemcy     | Team Columbia-High Road | + 2' 02"    |
| 3    | Roman Kreuziger   | Czechy     | Liquigas                | + 2' 24"    |
| 4    | Andreas Klöden    | Niemcy     | Team Astana             | + 2' 50"    |
| 5    | Władimir Karpiec  | Rosja      | Team Katusha            | + 3' 18"    |
| 6    | Damiano Cunego    | Włochy     | Lampre                  | + 3' 23"    |
| 7    | Tadej Valjavec    | Słowenia   | Ag2r-La Mondiale        | + 3' 45"    |
| 8    | Rein Taaramäe     | Estonia    | Cofidis                 | + 4' 04"    |
| 9    | Kim Kirchen       | Luksemburg | Team Columbia-High Road | + 4' 04"    |
| 10   | Maxime Monfort    | Belgia     | Team Columbia-High Road | + 4' 08"    |